# Schema di database
Lo schema di un database è la struttura o organizzazione logica dei dati in esso contenuti descritta mediante l'uso di un linguaggio formale (modello E-R e poi Data Definition Language DDL) supportato da un database management system (DBMS). In un database relazionale lo schema definisce i campi dato o attributi di ciascuna tabella/relazione e le relazioni fra campi e tabelle senza assegnare agli attributi un valore cioè riempire di contenuti il database, compito invece del Data Manipulation Language (DML). Esso è dunque il contenuto intensionale della base di dati e non il contenuto estensionale.